# Springtime in the Rockies
Springtime in the Rockies (br: Minha Secretária Brasileira) é um filme estadunidense de comédia romântica e musical de 1942, dirigido por Irving Cummings e estrelado por Betty Grable, John Payne, Carmen Miranda e Cesar Romero.
Escrito por Walter Bullock e Ken Englund, o enredo gira em torno dos altos e baixos do ciumento casal Vicky Lane e Dan Christy. A história principal se passa em um hotel em Lago Louise, um balneário nas Montanhas Rochosas canadenses, cuidadosamente representado por meio de retroprojeções e cenários pintados. Assim como outros filmes de Carmen Miranda, Springtime in the Rockies foi recebido no Brasil com uma oscilação entre fascínio e repulsa, tanto por parte do público quanto da crítica.

## Sinopse
Os parceiros da Broadway, Vicky Lane (Betty Grable) e Dan Christy (John Payne) têm uma desavença porque ele é muito mulherengo. Vicky então procura seu velho companheiro - e antiga paixão - Victor Price (Cesar Romero), fazendo com que a carreira de Dan fique ameaçada. Mas, na esperança de reacender seu romance e ter Vicky de volta aos seus braços, Dan decide segui-la a um resort nas montanhas rochosas do Canadá, onde ela tem uma apresentação agendada com Victor. Mas as coisas se complicam quando, depois de uma bebedeira, Dan descobre que contratou uma secretária brasileira, Rosita Murphy (Carmen Miranda), apenas por causa da beleza dela. Miss Murphy, a namorada brasileira do pivô do ciúme começa a trabalhar como secretária para ele e o ajuda na tramóia para reconquistar seu amor.

## Elenco
- Betty Grable — Vicky Lane
- Carmen Miranda — Rosita Murphy
- John Payne — Dan Christy
- Cesar Romero — Victor Prince
- Charlotte Greenwood — Phoebe Gray
- Edward Everett Horton — McTavish
- Harry James e Music Makers — Eles mesmos
- Bando da Lua — Os seis irmãos de Rosita
- Six Hits and a Miss —  Grupo vocal

## Produção

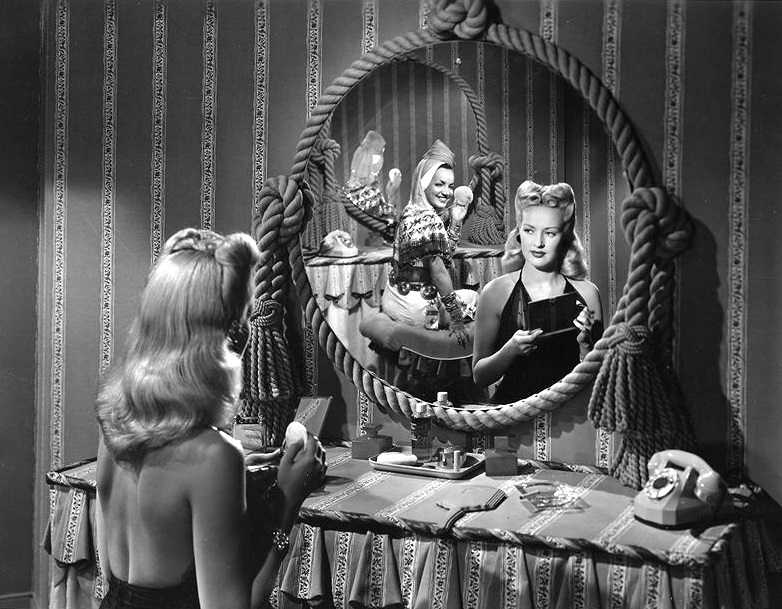
Betty Grable e Carmen Miranda em uma cena do filme.

De acordo com registros do estúdio Fox, os atores Fred Astaire e Rudy Vallée foram considerados para o papel de Dan Christy. Frederick Jackson também teria sido convidado a colaborar no roteiro do filme, embora sua participação não seja confirmada. Segundo os registros do departamento jurídico, o estúdio pagou mil dólares à Villa Moret Inc., proprietária dos direitos autorais da canção "When It's Springtime in the Rockies", para evitar conflitos legais sobre o título do filme. Além disso, a Fox pagou cerca de US$ 1.160 dólares à Republic Pictures, que havia reivindicado anteriormente o título para um filme de Roy Rogers, que foi lançado como Romance on the Range em 1942.
As canções "Magazines" e "I Like to Be Loved By You" (a última, gravada por Carmen Miranda para o filme Serenata Boêmia de 1944), escritas por Mack Gordon e Harry Warren, estavam previstas para Springtime in the Rockies, mas foram cortadas na edição final.
A 20th Century-Fox pretendia filmar algumas cenas em Lago Louise, mas apenas algumas imagens de bastidores foram capturadas no Canadá.
Betty Grable e Harry James se casaram em 1943 e nomearam sua primeira filha de Victoria Elizabeth, em homenagem ao personagem de Grable neste filme. O casal se divorciou em 1965.

## Números musicais
- Run, Little Raindrop, Run — Harry James e His Music Makers
- I Had the Craziest Dream — Helen Forrest com Harry James e His Music Makers
- Chattanooga Choo Choo — Carmen Miranda
- A Poem Set to Music — Betty Grable e Cesar Romero
- O Tic-Tac do Meu Coração — Carmen Miranda
- Pan American Jubilee — Todo o elenco
- Two O'Clock Jump — Harry James e His Music Makers
- You Made Me Love You (I Didn't Want to Do It) — Harry James e His Music Makers[10]

## Lançamento
O filme foi lançado nos Estados Unidos em 11 de novembro de 1942. No Brasil, recebeu o título de Minha Secretária Brasileira e estreou em 22 de dezembro de 1943.

## Recepção da crítica
A crítica do New York Times sobre Springtime in the Rockies descreve o filme como um musical luxuoso, mas previsível e sem surpresas. Embora os cenários e figurinos sejam deslumbrantes, a trama é repleta de clichês e situações esperadas, como mal-entendidos amorosos e combinações de dançarinos que, no final, se resolvem de maneira formulaica. A atuação de Carmen Miranda é mencionada, destacando sua energia e charme, mas ela está misturando canções brasileiras com números mais convencionais de Broadway. Betty Grable e Cesar Romero são criticados por performances sem brilho, e a dança de Romero é vista como desajeitada. Apesar da presença de Harry James, cujas aparições são aplaudidas, a crítica sugere que, mesmo com todo o luxo e os enfeites, o filme é apenas uma "canção de segunda categoria", sem originalidade ou emoção genuína.
No Rotten Tomatoes, o filme detém um índice de 64% de aprovação por parte do público, com uma nota média de 3,8 de 5.

## Outras versões
Betty Grable estrelaria ao lado de Carmen Miranda e Dick Powell uma adaptação deste filme para a CBS Radio, em um programa chamado Lux Radio Theatre, em 1944.
Os registros da Fox indicam que, em 1946, o estúdio planejava filmar um novo remake intitulado Autumn in Acapulco, mas essa versão nunca chegou a ser produzida.